# Утро помещика
«Утро помещика» — повесть Льва Николаевича Толстого. Произведение носит автобиографический характер и является опубликованной частью «Романа русского помещика». Впервые было опубликовано в двенадцатом номере журнала «Отечественные записки» за 1856 год. Сам Толстой никогда не указывал жанр произведения.

## История
«Утро помещика» является опубликованной частью незавершённого «Романа русского помещика». По мнению Цявловского: «Это должно было быть произведение с содержанием большой социальной значимости, так как в нем Толстой хотел выразить свои взгляды на коренной вопрос того времени, крепостное право, на взаимоотношения крестьян и помещиков».
Первые упоминания повести появились в дневнике Толстого в 1852 году и попеременно появлялись в нём на протяжении последующих пяти лет. Работая над ней, Толстой беспокоился, что, живя на Кавказе, он не в состоянии описать крестьянский быт. Работа шла с долгими перерывами, но мысли о повести не покидали Толстого, о чём можно узнать из заметок в дневнике писателя. 18 октября 1852 года Толстой писал, что только мысль о романе для него счастлива. «Я роман этот называю книгой, — продолжает он 5 декабря 1852 года,— потому что полагаю, что человеку в жизни довольно написать хоть одну, короткую, но полезную книгу…» Толстой обозначил главную идею произведения: «…любовь к деревенской помещичьей жизни. Сцены столичные, губернские и кавказские все должны быть проникнуты этим чувством — тоской по этой жизни».
11 ноября 1856 года, уже в Петербурге, судя по записям Толстого в дневнике, идёт последний этап работы над повестью. Чуть позже, 26 ноября, Толстой написал в дневнике о том, что диктовал «Утро помещика». В этой записи впервые появляется это название повести. 29 ноября появилась запись: «Да, кончил „Утро помещика“ и сам отвез к Краевскому…». Однако, по мнению Цявловского, работа продолжалась и в 1857 году.

## Сюжет
В повести рассказывается о девятнадцатилетнем князе Нехлюдове, приехавшем из университета на лето в свою деревню, где он видит бедственную жизнь крестьян. Он понимает, что его обязанностью является забота о крестьянах. В конце лета Нехлюдов решает уйти из университета, остаться в деревне и вести своё хозяйство.
Он знакомится со многими жителями своих владений, например, с Давыдкой Белым, толстым и ленивым человеком, который ни к чему не стремится. Нехлюдов забирает его к себе на работу.
В конце рассказа он заходит к старику Дутлову, который благодарит молодого князя за помощь, и князь понимает, что он хочет видеть своих подданных, такими же как старика: благодарными и счастливыми. Но благополучный старик не откликается на разумные, но чуждые ему идеи князя.
В чём смысл? И верным было ли решение князя отказаться от службы и посвятить себя «благому делу» в деревне? Нет ответа.

## Критика
Произведение Толстого было неоднозначно встречено критикой. Анненков называл его довольно посредственным, а Боткин писал Тургеневу, что «Утро помещика» «впечатления не произвело, хотя некоторые лица мужиков очень хороши».
Более благожелательно повесть оценил Тургенев. Из его письма Дружинину: «Главное нравственное впечатление этого рассказа (не говорю о художественном) состоит в том, что пока будет существовать крепостное состояние, нет возможности сближения и понимания обеих сторон, несмотря на самую бескорыстную и честную готовность сближения — и это впечатление хорошо и верно…».
В первом номере «Современника» за 1857 год с оценкой книги выступил Чернышевский. Он написал, что Толстой «с замечательным мастерством воспроизводит не только внешнюю обстановку быта поселян, но, что гораздо важнее, их взгляд на вещи», и что «в крестьянской избе он так же дома, как в походной палатке кавказского солдата».
Критики Дудышкин и Гончаров также похвалили повесть.

### Комментарии
1. ↑  Толстой планировал, что «Роман русского помещика» будет романом.